# Norrhult-Klavreström
Norrhult-Klavreström is een plaats in de gemeente Uppvidinge in het landschap Småland en de provincie Kronobergs län in Zweden. Een klein deel van de plaats ligt ook in de gemeente Växjö. De plaats heeft 1269 inwoners (2005) en een oppervlakte van 282 hectare.

## Verkeer en vervoer
Bij de plaats lopen de Riksväg 28 en Riksväg 31.